# 佐善元立
佐善 元立（さぜん もとたつ、文政11年（1828年） - 明治19年（1886年）12月2日）は、江戸時代後期の鳥取藩士、儒者。諱は元立。通称は恭仙､修蔵、馬之允、新三郎、修三郎。字は子達。号は船山、舫山。

## 略年譜
- 1828年 - 伯耆国会見郡境村（現在の鳥取県境港市）に医師加藤洞仙[1]の次男として生まれる。幼少の頃より景山粛の私塾に学ぶ。
- 1851年 - 鳥取藩の儒者・佐善正蔵の娘と結婚し、その養子となる。
- 1855年 - 藩校尚徳館の教官となる。
- 1857年 - 養父の後を継いで侍講となる。
- 1859年 - 学校吟味役文場掛。
- 1860年 - 学校小文場頭取　学制改革の功により賞せられる。
- 1862年 - 官職を退き周旋方となって京に上がり、尊皇攘夷運動に身を投じ、河田左久馬らとともに藩の重役を斬る（因幡二十士事件）。脱藩し国事に奔走する。
- 1869年 - 鳥取藩漢学寮長となる。
- 1871年 - 鳥取県属。
- 東京に出て大蔵省に出仕するが、やがて官を辞し、時敏塾を開き子弟の教育にあたる。
- 1886年12月2日 - 東京府下南葛飾郡寺島村（現墨田区）の僑居に没す。
- 1907年5月27日 - 贈従五位[2]。

## 系譜
- 佐善家
佐善家は佐竹義宣の末裔を称している。代々鳥取藩の儒官を務めた。

```
佐善半左衛門━佐善清蔵━佐善貞蔵━佐善正蔵━佐善元立 

```

## 関連人物
- 景山粛
- 景山龍造
- 門脇重綾